# Baabul
Baabul – bollywoodzki dramat filmowy wyreżyserowany w 2006 roku przez Ravi Choprę (Baghaban, 2003). W rolach głównych wystąpili Amitabh Bachchan i Rani Mukerji. Tematem filmu jest i radość zakochania się i smutek utraty. Postawione zostało pytanie o to, czy w życiu kochamy tylko raz. Przyjaźń przeplata się tu z miłością. Film stawia też ważny w Indiach problem prawa wdowy do aktywnego udziału w życiu publicznym, który to udział jest sprzeczny z tradycją.

## Fabuła
Avinash (Salman Khan), ukochany jedynak bogatej i szczęśliwej pary Balraja i Shobny wraca po 7 latach z Ameryki do domu. Dumny z niego ojciec (Amitabh Bachchan) z radością przekazuje mu swoją firmę, ale Aviego bardziej niż praca intryguje młoda malarka Malvika (Milly- Rani Mukerji). Ich miłość wieńczy ślub. Wszyscy się cieszą śpiewając i tańcząc. Smutny pozostaje jedynie Rajat (John Abraham). Milly nie wie, że to, co od dziecka traktuje jako przyjaźń w oczach Rajata jest miłością. Tu kończy się wiele filmów, ale nie życie. Ono zaskoczy bohaterów zamieniając śmiech w łzy.

## Obsada
- Amitabh Bachchan – Balraj Kapoor
- Rani Mukerji – Malvika Talwar (Milli)
- Hema Malini – jego żona Shobna Kapoor
- Salman Khan – ich syn Avinash Kapoor (Avi)
- John Abraham – Rajat Varma, przyjaciel Milli – nominacja do Nagrody Filmfare dla Najlepszego Aktora Drugoplanowego
- Om Puri – starszy brat Balraja

## Piosenki
1. Kehta Hai Baabul – wprowadzenie do filmu – śpiewa Jagjit Singh
2. Come On Come On – Bhangra – śpiewają Amitabh Bachchan, Sonu Nigam
3. Keh Reha Hai – Sonu Nigam, Shreya Ghoshal
4. Baawri Piya Ki – Sonu Nigam
5. Gaa Re Mann – zaczyna się w stylu Qawwali – śpiewają Sudesh Bhonsle, Alka Yagnik, Kavita Krishnamurthy
6. Har Manzar – Kunal Ganjawala
7. Bebasi Dard Ka – Kunal Ganjawala

## Nominacje i nagrody
- dla Johna Abrahama nominacja do Nagrody Filmfare dla Najlepszego Aktora Drugoplanowego